# SUPT7L
SUPT7L (англ. SPT7 like, STAGA complex gamma subunit) – білок, який кодується однойменним геном, розташованим у людей на короткому плечі 2-ї хромосоми.  Довжина поліпептидного ланцюга білка становить 414 амінокислот, а молекулярна маса — 46 193.
| 10         |  | 20         |  | 30         |  | 40         |  | 50         |
| ---------- |  | ---------- |  | ---------- |  | ---------- |  | ---------- |
| MNLQRYWGEI |  | PISSSQTNRS |  | SFDLLPREFR |  | LVEVHDPPLH |  | QPSANKPKPP |
| TMLDIPSEPC |  | SLTIHTIQLI |  | QHNRRLRNLI |  | ATAQAQNQQQ |  | TEGVKTEESE |
| PLPSCPGSPP |  | LPDDLLPLDC |  | KNPNAPFQIR |  | HSDPESDFYR |  | GKGEPVTELS |
| WHSCRQLLYQ |  | AVATILAHAG |  | FDCANESVLE |  | TLTDVAHEYC |  | LKFTKLLRFA |
| VDREARLGQT |  | PFPDVMEQVF |  | HEVGIGSVLS |  | LQKFWQHRIK |  | DYHSYMLQIS |
| KQLSEEYERI |  | VNPEKATEDA |  | KPVKIKEEPV |  | SDITFPVSEE |  | LEADLASGDQ |
| SLPMGVLGAQ |  | SERFPSNLEV |  | EASPQASSAE |  | VNASPLWNLA |  | HVKMEPQESE |
| EGNVSGHGVL |  | GSDVFEEPMS |  | GMSEAGIPQS |  | PDDSDSSYGS |  | HSTDSLMGSS |
| PVFNQRCKKR |  | MRKI       |  |            |  |            |  |            |

A: Аланін

C: Цистеїн

D: Аспарагінова кислота

E: Глутамінова кислота

F: Фенілаланін

G: Гліцин

H: Гістидин

I: Ізолейцин

K: Лізин

L: Лейцин

M: Метіонін

N: Аспарагін

P: Пролін

Q: Глутамін

R: Аргінін

S: Серин

T: Треонін

V: Валін

W: Триптофан

Кодований геном білок за функцією належить до фосфопротеїнів. 
Задіяний у таких біологічних процесах як транскрипція, регуляція транскрипції, альтернативний сплайсинг. 
Локалізований у ядрі.